# GitMind
GitMindとは、WANGXU TECHNOLOGY (HK) CO., LIMITED（2010年に設立：ブランド名はApowersoft）によって開発された、ウェブベースのマインドマップソフトウェアである。Windows、Mac OS、iOS、Androidなど複数のOSに対応。

## 概要
GitMindは、フローチャート、組織図、フィッシュボーンチャート（特性要因図）、UML図、スイムレーンチャート、家系図、人物関係図、インターネット構成図などを作成する際に役立つソフトウェアである。プロジェクト管理、メモ取り、ブレーンストーミングなど様々な場面で利用可能で、情報やデータを視覚的に整理することによって作業効率を大幅に向上させることができる。

## 機能
GitMindの主な機能は次のものがある。
- マインドマップ作成
- マインドマップテンプレート提供
- リンク共有
- 共同編集
- 自動保存
- 異なる端末間で同期
- 更新履歴確認
- XMindファイルの導入と再編集
- PNG、JPG、PDF、TXT、SVG形式でエクスポート

## 対応言語
日本語、英語、中国語、スペイン語、フランス語、ドイツ語、ポルトガル語など。